# 人民 (德语)
Volk（德語發音：[fɔlk]）是一个常见的德语单词，有人民、民族等意思，和英语单词folk（有人们、民俗的意思）同源。在英语或法语里，“Volk”是一个纳粹术语，专门指代纳粹德国时期宣传的含义。

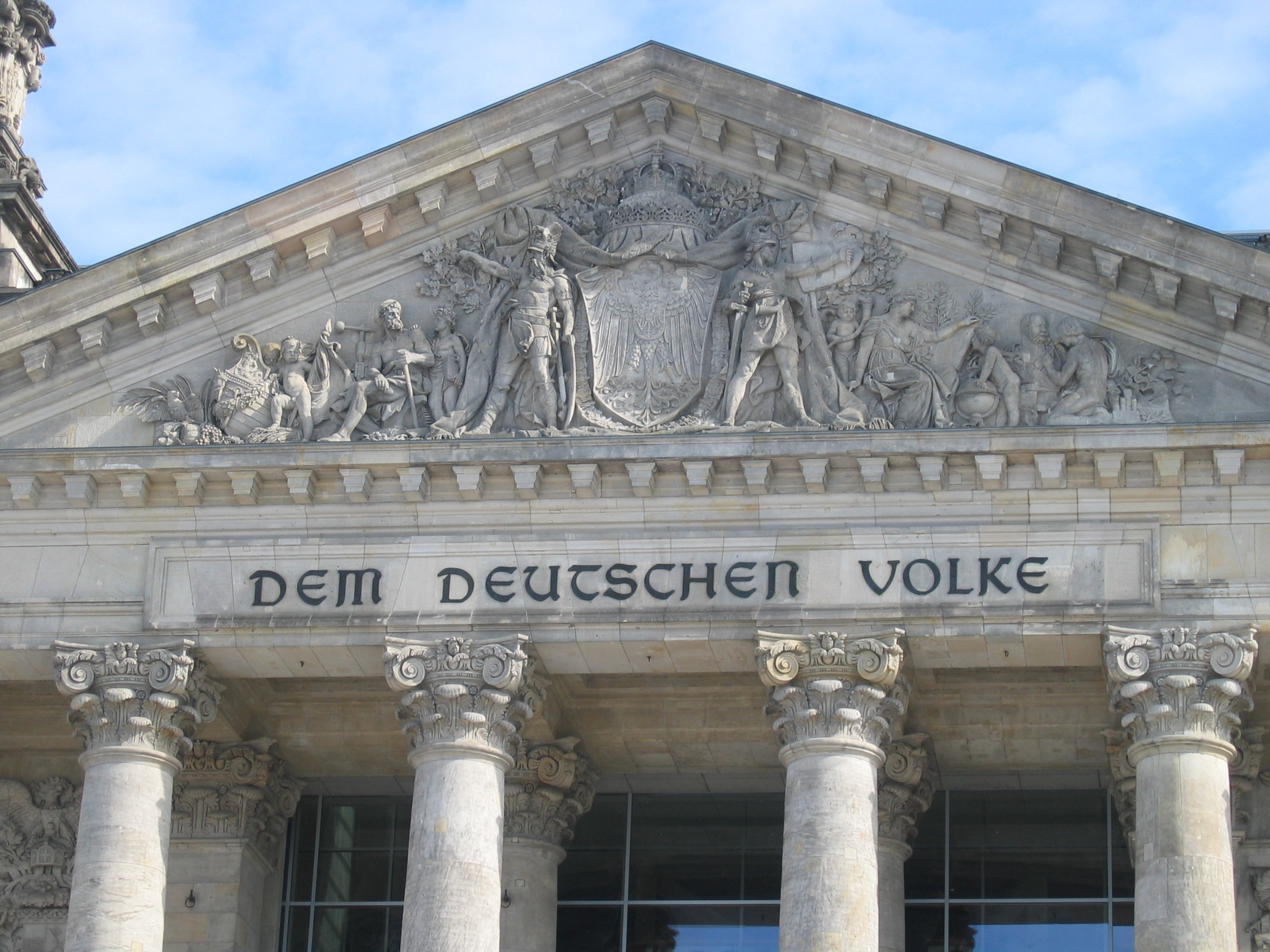
柏林国会大厦的标语用德文写有标语Dem Deutschen Volke，意思是“致德国人民”。